# Cu rốc đầu vàng

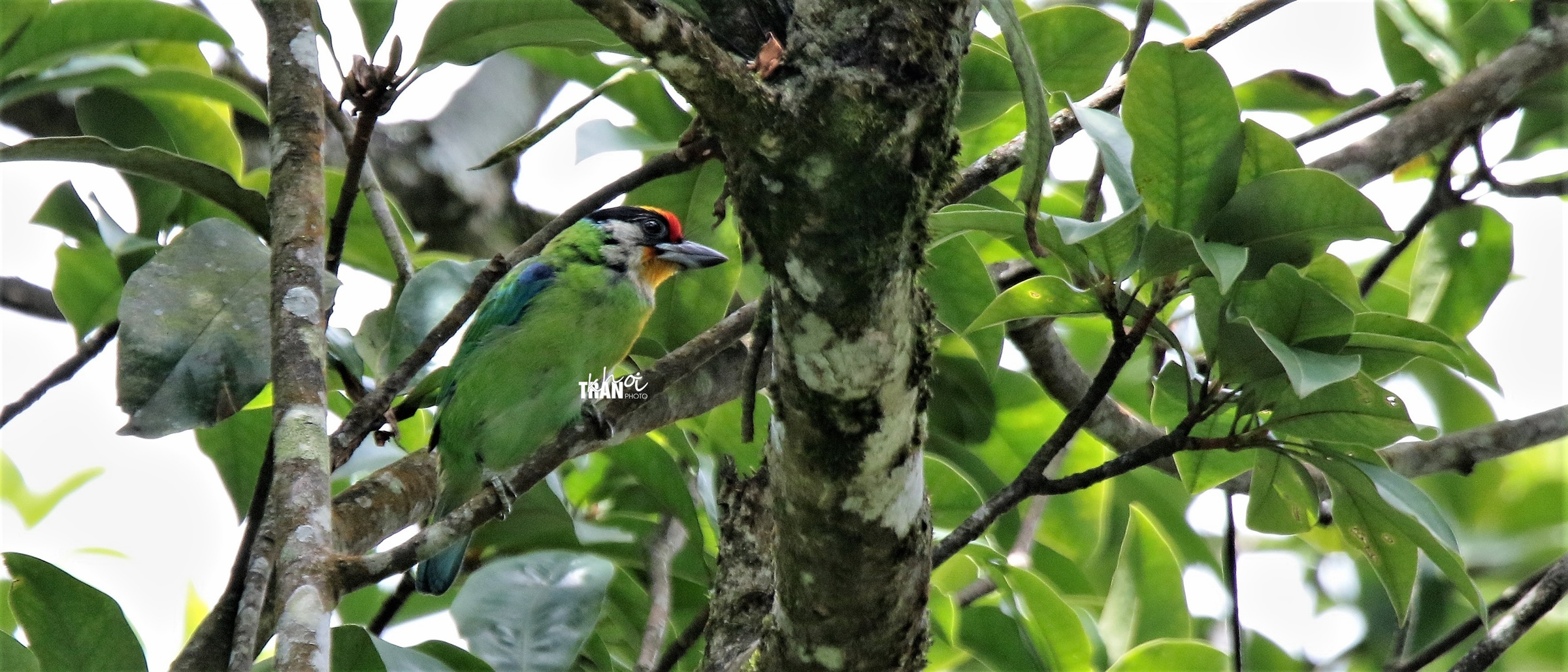
Psilopogon auricularis

Megalaima franklinii là một loài chim trong họ Megalaimidae.